# Râul Topile
Râul Topile este un curs de apă, afluent al râului Ganoș